# قرية الكرادسة
بلدة الكرادسه إحدى قرى قبيلة بني عدوان وهي أول قرى القبيلة من الجهة الشمالية بمحافظة القرى بمنطقة الباحة وتُعدّ أكبر قرية ببني عدوان مساحةً وكانت عاصمة القبيلة في الماضي وكانت بها مشيخة القبيلة كما يوجد بها منتزه وحديقة جبل رهدا والساحة الشعبية للاحتفالات الخاصة بالمناسبات والأعياد ونادي وملعب لجنة التنمية الاجتماعية ومركز الملك سلمان الخاص بالحرب الجبلية.

## أقسام القرية
وتنقسم القرية إلى :
- الدار
- الوادي
- القعرة

## أهم الأودية في القرية
1. وادي الحازم
2. وادي الحبيس
3. وادي الفياح
4. وادي عجمة الغرابة
5. وادي القليب
6. وادي بصرة
7. وادي العين
8. وادي الجاره
9. وادي الحاوي
10. وادي أكلا

## آثار القرية
ومن البيوت والحصون الاثرية: بيوت وحصون القعرة القديمة وتقع غرب قرية القعرة الخالية غرب شعب الحاوي وشرق عجمة الغرابة ويقال انه كان يسكنها حوالي 40 رجلا أهل خيل وكانوا ينزلون ويهبطون سوق
الثلاثاء سوية مع بعضهم.